# Tjung
Il Tjung (in russo Тюнг?) è un fiume della Russia siberiana orientale (Sacha-Jacuzia), affluente di sinistra del Viljuj.

## Descrizione
Nasce dalle estreme propaggini nord-orientali dell'altopiano della Siberia Centrale; fluisce dapprima verso oriente, prendendo successivamente direzione sud-sud-est nel bassopiano della Jacuzia centrale, percorrendo un territorio in gran parte pianeggiante e paludoso, interessato dal permafrost. Confluisce nel Viljuj a 332 km dalla foce, presso la località di Viljujsk, dopo 1 092 km di corso nei quali non incontra centri abitati di rilievo. I principali affluenti sono Čimidikjan, Džippa, Arga-Tjung da sinistra, Tjungkjan da destra.
Il Tjung è gelato nel periodo ottobre-maggio/primi di giugno.